# مصفورة زرقاء
مصفورة زرقاء (الاسم العلمي:Xanthorrhoea glauca) هي نوع من النباتات يتبع جنس المصفورة من فصيلة المصفورية.